# ルカ -楽園の囚われ人たち-
『ルカ -楽園の囚われ人たち-』（ルカ らくえんのとらわれびとたち）は、七飯宏隆による日本のライトノベル。イラストは巳島ヒロシが担当している。電撃文庫（メディアワークス）より2005年2月10日に刊行された。第11回電撃小説大賞の大賞受賞作。本作の帯において秋山瑞人は「滅亡する、ということの詩的な部分を見事に書ききっていると思います。」と評した。

## ストーリー
人類は高度な疑似人格を開発し、また宇宙にも積極的に進出しつつあった。日本の富士山の地下深くでは、政府要人用恒久退避施設・ペルシダーが極秘裏に建設されていた。そしてペルシダーがほぼ完成した頃のこと。宇宙開発の場において、ある超大国と他の先進国との間に冷戦構造が復活した。その対立はやがて武力行使へと変わる。突然の先制攻撃と、それに対する激しい報復攻撃。その戦いが終わった時には、地上は死の世界となり、人類はすべて滅亡していた。
作られたそのままに朽ちようとしていたペルシダー。だがそこにはまだ7つの動くものがあった。一つは、まだ言葉も話せない幼子・まゆ。一つは彼女と一緒にいた大きな白い犬。そしてあとの5人――アヤ、ヒロ、ハル、ゲン爺、コユキは、地上で死んだはずの人間、つまり幽霊だった。5人は、自らの「死後の生」の理由をまゆに託し、最後の人間である彼女を育てることを決意する。彼らは自分たちが幽霊であることや人類の滅亡を隠すための言い訳としての規則・新日本国憲法を作り、彼女を育て始めた。
それから10年ほど経ち、まゆは5人と1匹の家族と共に大きくなっていた。ある時、大昔の映画を見ていたまゆはキスに興味を抱き、ヒロにキスを求める。幽霊である彼は生きているものに触れないということもあり、ヒロはそれを断ったが、まゆはその対応にへそを曲げ、ヒロ達の授業をボイコットするようになる。まゆに本当のことを言うかどうか迷う5人。そんな中アヤは、自分と同じくらいの年齢となったまゆがいまだにわがままを認められていることへの羨望や、自分の存在の意味への不安、そして自分の思いに気づいてくれないヒロへの焦りを募らせる。心を揺らす彼女に、ある存在が接触した。
PDS ‐ 三〇〇〇三B。試作機の暴走により開発中止となった、第三世代型の超高性能の疑似人格。ペルシダー建設当初にひそかに持ち込まれ、10年間にわたってまゆたちをつぶさに観察し続けていた「彼」はある計画を実行する。
「彼」はアヤをそそのかしてまゆを騙し、自らの全機能を解放させ、そしてまゆをペルシダー下層部に拉致する。ペルシダーの異変に気づいて駆け付けたヒロたちに、「彼」はその計画を明かす――まゆを母体に人類を繁殖されるのだと。同時に「彼」に投げられた辛辣な言葉に彼らは絶望しかける。だがハルの一喝により、5人はまゆの奪還に向かう。
地縛霊である彼らの行動限界・世界の端。それを彼らはペルシダー管理用の疑似人格・ポンコツの移動端末に憑依することで突破し、まゆを目指して進む。犬のトッピーと共にペルシダーを下る道中、「彼」が放った電磁波にアヤが撃たれる。苦しむアヤの姿に自分がしたことをへの恐怖を覚え「彼」は気付かされる。自分は彼らを普通と同じ人間として見ていたということ。そして、自分が何の根拠もなしに万能だと思い込んでいたのだということを。
ペルシダー最下層にたどりついたヒロ。だが自分の信じていたものすべてが嘘だったことを知ったまゆは絶望に陥っていた。まゆを説得し、地上に戻ろうとするヒロ。そして「彼」は、自分の行動に苦しみを感じながらも、なかば衝動的に電磁波照射塔の引き金を引く。そしてその電磁波は、ヒロをかばったトッピーにあたり、まゆは自分の母代りの犬の大けがに、自失状態から抜け出す。
トッピーの手術中。緊迫した空気の中、まゆは自分の本音をヒロに語る。ヒロ達が何かを隠しているのをとっくに気づいていたこと。それを知りながらも、何も知らないわがまま娘を演じていたこと。お互いの真実を知ったまゆとヒロ。そして二人は唇を重ねる。
手術は成功しトッピーは一命を取り留めたが、代わりに右後ろ脚を失った。その痛々しい姿に「彼」が罪悪感と悔悟の念に襲われていた。だがまゆは「彼」を許し、ルカという名前をつける。そしてまゆはルカを家族として認めるのだった。

## 登場人物
まゆ
この作品の中心となる、12〜13歳ほどの少女。立ち上がるとひざの後ろにまで達する、長い髪が特徴。最後の人類。
地球滅亡の後、無人のはずだったペルシダーの中に、赤ん坊のまゆとトッピーが一緒にいるところをヒロたちに見つけられ、それから今まで箱入り娘のように育てられてきた。「まゆ」の名前は、見つけられた時に着ていた肌着にそう書かれていたことが由来。甘やかされてきたせいかわがままが多く、またペルシダーから出たことがないので、常識的と思われるようなものも知らないことがある。ただ、ヒロたちが何か隠していることを見抜き、さらにその上で彼らがまゆに求めた「わがままだけど無邪気な少女」を演じていたりと、本質は聡明な少女であるようだ。
ヒロに恋心を抱くが、それが何なのかわからずに、ヒロにキスを迫ったりもした。
遺された人類の遺産を可能な限り受け継がせるべく（ただしまゆはこの目的を知らされていない）、ヒロたちの授業を受けている。
本名は蘭堂繭子（らんどう　まゆこ）で、初代ペルシダー市長候補者の長女。
ヒロ
短髪で大柄、「見るからに体育会系」な少年。まゆには社会科を教える。幽霊。
生前は電気関係の専門学校に通っていたので、今でも機械に強い。また、マユミという妹がいた。マユミはすでに死んでいるが、ヒロはまゆに妹に対するような感情をもって接していた。
5人の中で一番力が強く、さまざまなものに触ることができ、洋服も現実にあるものを着られる。服の上からなら触られてもすり抜けることはないようだ。
アヤ
まゆと同年代の明るく活発な少女。血色がよく、髪型はショートカット。幽霊。マユとは親友であり、暇つぶしにライブラリからローマの休日などの白黒映画を紹介したりすることもある。
生前はピアノを習っており、また絵心もあることから、芸術科の先生を努める。ヒロやゲン爺には簡単な授業をやっていると思われているが、実は陰で努力をしている。
ヒロに思いを寄せている。自分と同じくらいの歳のまゆがわがままを容認されていることや、ヒロの気持がまゆに向いていることから、一時はまゆに対し憎しみに近い感情を抱いたが、最終的には和解したようである。
ハル
幽霊の一人。ふくよかな体型で目は細く、白いエプロンをしている。生前は主婦で、まゆの食事をはじめとした家事全般を任される。
普段は温厚で料理道具などしかつかめないが、激怒すると人が変ったようになる。
ゲン爺
白衣を着た白髪の小柄な老人。幽霊。まゆには算数を教える。かつては財務省主計局に勤めていた。ライブラリのコンソール操作に長ける。
まゆを孫のように大切に思っており、まゆのこととなると見境がなくなることも。
コユキ
腰が曲がった小柄な老婆。和服を着ている。幽霊で、まゆの国語の先生。
昼のドラマとワイドショーがお気に入りで、よくハルをドラマの「嫁姑間のトラブル」を再現する小芝居につき合わせる。
作中に一回、手を触れずに物を宙に浮かせる描写があった。
トッピー
白いグレートピレニーズ犬。まゆと一緒にペルシダー内で発見された。まゆの他では唯一確認された生きている生き物で、まゆにとっては母親代わりでもある。
かつては「シロ」と呼ばれていたが、まゆが「グレートピレニーズだから」という理由でトッピーに改名した。
PD ‐ 一〇一〇EE
「一〇一〇」の部分には「トト」とルビが振られる。また、まゆたちにはポンコツと呼ばれてしまっている。以降もそう表記する。
ペルシダーを管理する第二世代型の疑似人格。だがあまり性能はよくなく、論理的な思考や高度な演算はできず、言われた作業や決められたルーチンワークを文字どおり機械的にこなす程度。ただし自分をけなす発言には即座に反応して撤回を求めたり、妙なところで人間くさくもある。
端末は、伏せられたお椀に青い発光素子が付いたような、スライムにも似た形状で、自由に走る。この端末の発光素子の拡張機能を使えばホログラムも作れる。また端末は言葉を発することもできるが、このセリフもひらがなとカタカナが入れ替わった、いわゆる機械が喋っているような表記である。ペルシダー内には無数のポンコツの端末がある。
PDS ‐ 三〇〇〇三B / 「私」
第三世代型の疑似人格であり、この物語の語り部でもある。物語のラストで、まゆに「ルカ」という名前をもらった。以降はそう記述する。
第三世代型は、イルカの脳と量子コンピューターを融合させたものであり、試作機が近隣の軍事施設をハッキングして自らに攻撃し「自殺」したという経緯から、研究が凍結された。その改良型であるルカは、ペルシダー建設時にポンコツのバックアップと偽って持ち込まれ、その後当時の技術者によって、性能のほとんどを封印されポンコツに生殺与奪権を握られながらもひそかに起動し続けていた。
疑似人格とはいえルカは非常に性能が高く、その意識は人間のものと変わらず、消滅への恐怖や罪悪感などの感情もある。ポンコツの端末を利用した、自分の姿を現すホログラムは少年の姿。この少年の容姿はルカの想像による。
ルカの名前の理由は「イルカだから」。

## 用語
ペルシダー
富士山の地下深くに建設された、要人退避用の巨大施設。中は幾層にも及び、さらに高層ビルも多数立ち並ぶ。食料を生産するプラントも内蔵する。疑似人格 PD ‐ 一〇一〇EEによって清掃などの管理がされている。また、世界中の多種多様な情報が集められており、それはライブラリと呼ばれる。
幽霊
ヒロやアヤなどといった存在。ペルシダーにいるのは5人だけである。彼らの姿は生きていた時のままで、年をとったりすることはない。
地上で戦争に巻き込まれて死んだ彼らは、なぜかその後あることすら知らなかったペルシダーに、地縛霊として縛り付けられることとなった。彼らはペルシダーから離れられず、さらにペルシダーの中でも周辺部には見えない壁のようなものがありその先にはいけない。彼らはその境界を『世界の端』と呼んでいる。
幽霊はものに触ることも困難であり、ともするとすり抜けてしまう。やわらかいもの、生き物にはほとんど触れられず、逆に金属などの硬いものは比較的楽につかめる。ただそういったものも、精神を集中しないとすり抜ける。例外として、生前自分がよく使っていたものは簡単に使える。床やソファなどは透過しないようである。
また彼らの力の強さはそれぞれ違い、ヒロが一番強い。力の強さはまゆを想う気持ちに比例すると推測されている。

## 既刊一覧
- 七飯宏隆（著）・巳島ヒロシ（イラスト） 『ルカ -楽園の囚われ人たち-』 メディアワークス〈電撃文庫〉、2005年2月10日発売[2]、ISBN 4-8402-2917-1